# 色彩管理系統
色彩管理系統的組成要素包含以下幾種
PCS（Profile Connection Space）、Profile、 CMM（Color Management Module）、Rendering Intent。

## 名詞解釋
PCS（Profile Connection Space）：
- 非設備從屬色彩空間。連結來自不同媒體色彩訊號。國際色彩聯盟（ICC）規定使用CIEXY或CIELAB。

Profile：
- 資訊檔案。提供在做色彩管理系統時候裝置從屬與非裝置從屬的色彩空間轉換所必要的資訊檔案內容。

CMM（Color Management Module）：
- 色彩管理模組。是負責在做色彩空間轉換時所計算的實用軟體，俗稱色彩引擎(engine)。

Rendering Intent：
- 色域對應的顯色圖。是一種處理模式，對於超出目的色域色彩out-of-gamut有所對應的模式，也就是色域對應模式。